# Futebol Clube Bravos do Maquis
Maillots
Actualités
Dernière mise à jour : 28 juillet 2015.
Le Futebol Clube Bravos do Maquis est un club de football angolais basé à Luena.

## Palmarès
- Coupe d'Angola :
  - Vainqueur en 2015
- Supercoupe d'Angola :
  - Finaliste en 2016